# Миколай Кола
Миколай Ко́ла (пол. Mikołaj Koła; пом. 1532) — польський шляхтич, військовик, урядник.

## Життєпис
Наймолодший син Павела Коли з Далейова (Далеюва) та Жовтанців (†1509) (син Яна Коли старшого (†1472)) — підкоморія та галицького каштеляна, воєводи подільського. Мати — дружина батька Бурнетта Ходецька, сестра Отто.
Брав активну участь в обороні Галицької Руси у першій чверті 16 ст. від нападів татар, молдаван, волохів. 1522 р. брав участь у битві з татарами над річкою Серетом неподалік Скали-Подільської у складі відділку гетьмана, краківського каштеляна Миколая Фірлея з Домбровиці (Dąbrowica). 1517 р. за згодою короля Сигізмунда І Старого став хорунжим галицьким, в 1521 — підкоморієм галицьким. Близько 1523 р. став старостою червоногродським. 1531 року брав участь в кампанії Яна Амора Тарновського, який отримав перемогу під Обертином. У ній командував ротою гетьманської корогви кавалерії з 8 коней.

## Маєтності
Був ощадним господарем. У 1512 р. на половині дідичних маєтків забезпечив своїй дружині зобов'язання у 1200 флоринів. 1521 р.:
- отримав у короля привілей на локацію міста на ґрунті власного села Колінці (пол. Kolince) в Галицькій землі та дозвіл на організацію двох щорічних ярмарків, щотижневих торгів
- за згодою короля викупив село Гринівці в Галицькій землі у Павла Куропатви.

Співвласник Жовтанців (разом з братом Яном; на ґрунтах поселення король 1530 року дозволив заснувати місто на маґдебурзькому праві). 1530 року за згодою короля викупив село Шершенівці в Червоногродському повіті у Яна Сметанки та його родини.

### Сім'я
Дружина — Єлизавета Чурило (за Ф. Кіриком, дочка ловчого та бурґграфа Кракова Миколая Чурила, за А. Бонецьким, дочка ловчого та бурґграфа Кракова Михайла Чурила), ймовірно, шлюб взяли 1511 р.). Інформації про дітей немає.